# Nedeczey János
Nedeczey János (Munkács (Bereg megye), 1852. október 23. – Munkács, 1934. január 5.) ügyvéd és országgyűlési képviselő.

## Élete
Első kiképeztetését a szülői háznál nyerte, a gimnáziumi felső osztályokat Szatmárt végezte; innét a jogi tanfolyamra Egerbe ment, ahol a bírói vizsgát is letette. Mint nyilvános hallgató még két évig hallgatta a jogi előadásokat Budapesten az egyetemen. Gyakorlati ismereteit előbb ügyvédi irodában, majd a budapesti váltó- és kereskedelmi törvényszéknél szerezte és 1875-ben ügyvédi oklevelet nyert. Ezután Munkácson előbb több évig mint a város és a beregmunkácsi takarékpénztár jogtanácsosa és a közigazgatási ügyek részese működött, majd mint a megyei közigazgatási bizottság, a városi kulturális és humanitárius intézményeknek, a vízszabályozási, ipari, gazdasági ügyek vezetőségének tagja inkább a közigazgatási ügyekkel foglalatoskodott. Tagja volt az általa kezdeményezett és a Kárpát-hegyvidéki földmívelő nép érdekében megindult mozgalomból kifolyólag Beregmegye területére kinevezett bizottságnak. Megalkotásától kezdve elnöke a társadalmi úton létesített, államilag is segélyezett és már 80 bentlakó növendékkel bíró főgimnáziumi internátusnak és az agyagipart pártoló egyesületnek is. Tagja volt a lelkészi fizetések és a congrua rendezését előkészítő országos bizottságnak. Az 1898. évtől, mint a Schönborn-Buchheim grófi család kormányzati tanácsosa, e grófi család magyarországi birtokainak fővezetésével volt megbízva. 1892-től tagja volt a képviselőháznak, ahol a földművelésügyi bizottságnak, az országgyűlési Szabadelvű Pártban pedig a kijelölő bizottságnak volt tagja.
Országgyűlési beszédei a Naplókban vannak.

## Díjai, elismerései
- Vaskorona-rend, III. osztály (1902)
- Munkács díszpolgára (1902)[1]